# Universidad William Penn
La Universidad William Penn (William Penn University en idioma inglés) es una universidad privada en Oskaloosa, Iowa, Estados Unidos. Fue fundada por miembros de la Sociedad Religiosa de los Amigos (Cuáqueros) en 1873 como Penn College. En 1933, se cambió el nombre a William Penn College, y a William Penn University en 2000.